# Jules Eberhard Noltenius

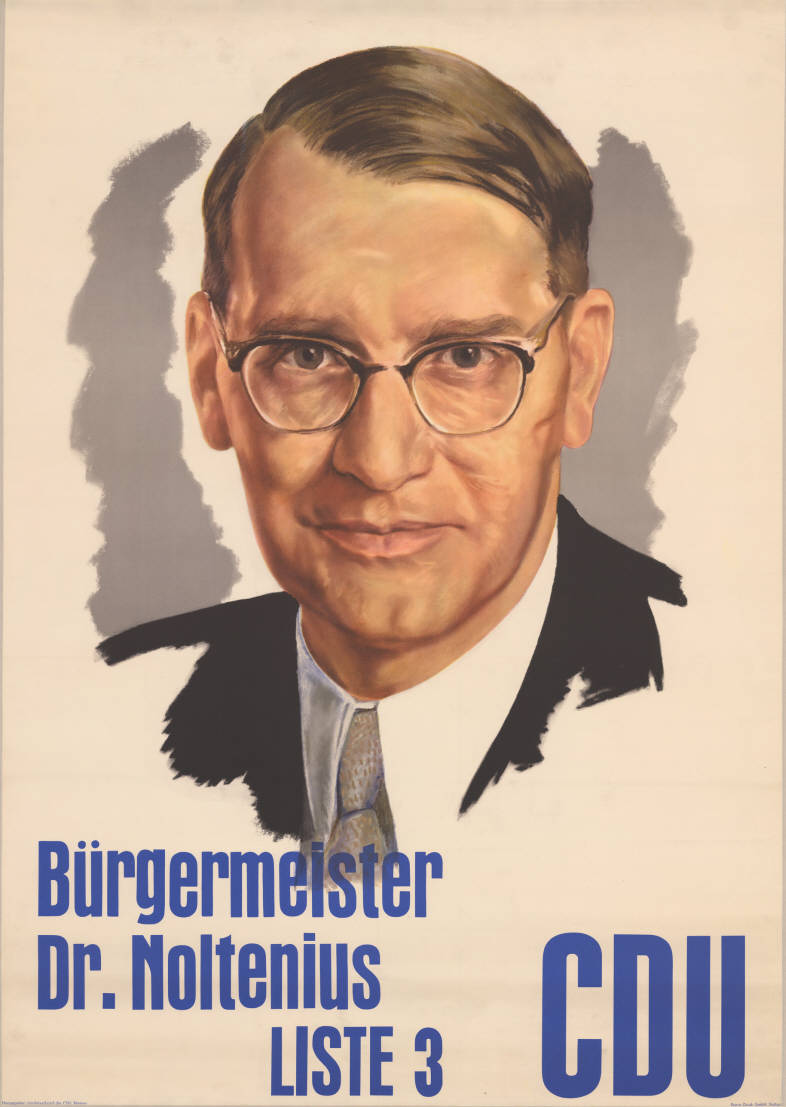
Jules Eberhard Noltenius auf einem Wahlplakat zu den Bürgerschaftswahlen in Bremen 1959

Jules Eberhard Noltenius (* 16. Juni 1908 in Bremen; † 7. August 1976 in Bremen) war ein deutscher Jurist und Politiker (CDU). Er war Senator und Bürgermeister der Freien Hansestadt Bremen.

## Biografie

### Ausbildung und Beruf
Noltenius entstammte einer bekannten Bremer Familie. Er hat nach seinem Abitur am Alten Gymnasium in Bremen von 1927 bis 1930 Jura in Freiburg im Breisgau, München und Göttingen studiert. 1932 promoviert er in Freiburg zum Dr. jur. Seit 1928 war er Mitglied des Corps Hasso-Borussia Freiburg. 1935 wurde er Rechtsanwalt in Bremen, zugleich war er Justitiar beim Wirtschaftssenator.
Ab 1937 war er in der Handelskammer Bremen im Schütting tätig und  ab 1943 Syndikus der Handelskammer. Im April 1945 versuchte er mit Anderen zu erreichen, dass Bremen kampflos an die britischen Truppen übergeben wird. Nach dem Krieg war zunächst als Rechtsanwalt tätig. Seit 1948 war er wieder Syndicus und von 1952 bis 1973  1. Syndikus der Handelskammer.
Er wurde auf dem Riensberger Friedhof in Bremen beigesetzt (Planquadrat AA). Das Grab wurde von einem großen keltischem Kreuz geschmückt.

### Politik
Am 1. Juli 1937 beantragte Noltenius die Aufnahme in die NSDAP und wurde rückwirkend zum 1. Mai desselben Jahres aufgenommen (Mitgliedsnummer 4.556.512). Er war ab 1933 Mitglied im NS-Rechtswahrerbund und der Reiter-SA sowie seit 1938 der NSV. 1948 wurde er als Entlasteter entnazifiziert.

Seit 1950 war Noltenius Mitglied und von 1954 bis 1968 Landesvorsitzender der CDU Bremen. Von 1956 bis 1966 war er Mitglied im Bundesvorstand der CDU.
Von 1955 bis 1971 besaß er ein Mandat in der Bremischen Bürgerschaft. In der großen Koalition von Wilhelm Kaisen (SPD) von 1955 bis 1959 war er als Stellvertreter des Präsidenten des Senats Bürgermeister und Senator für Häfen, Schifffahrt und Verkehr. Schon in seine Zeit fielen der Planungsbeginn und der erste Ausbau der Häfen links der Weser (Bremen-Neustadt). Ihm folgte als Häfensenator Georg Borttscheller (FDP).
Ehrungen
- Die Bürgermeister-Noltenius-Straße in Bremen - Woltmershausen wurde nach ihm benannt.

## Werke
- Über die Anfänge der Elternleute des Kaufmanns in Bremen.  Handelskammer Bremen, Bremen 1977.
- Die Bremer Handelskammer: Ihre rechtliche Stellung im bremischen Staate. Dissertation, Quakenbrück 1933.
- Bremens Häfen - Bremens Schicksal. Bitter, 1958.